# Page Hamilton
Page Nye Hamilton (Portland, Oregón; 18 de mayo de 1960) es un cantante y guitarrista, reconocido por su trabajo con la banda de metal alternativo Helmet.

## Biografía
Criado en Medford, Oregón, Hamilton se mudó a Nueva York para estudiar jazz en guitarra. Allá se unió a la banda de noise rock Band of Susans, trabajó con el compositor de avant garde Glenn Branca y finalmente formó su propia banda Helmet. 
Ellos ficharon por Amphetamine Reptile Records donde lanzaron su debut Strap it On (1990). Luego ficharon por Interscope Records donde lanzaron  Meantime (1992), Betty (1994), Aftertaste (1997) y Size Matters (2004), después de salir de Interscope la banda lanzó Monochrome (2006) y Seeing Eye Dog (2010).
En sus colaboraciones grabó Zulutime (en dueto con Caspar Brötzmann), tocó la guitarra en Goldbug de Ben Neill y en Trampoline de Joe Henry, además escribió algo una parte de la música de la película Heat, también tuvo apariciones en «Unbeliever» de Therapy?, en «No, You Don't» de Nine Inch Nails, en el 2014 trabajó junto con Linkin Park en la canción All For Nothing del nuevo álbum The Hunting Party.
Page Hamilton también ha trabajado como productor en el disco Distort Yourself de la banda Gavin Rossdale de Bush, Institute. El también ha producido álbumes de Bullets and Octane (In the Mouth of the Young), Classic Case (Losing at Life) and Totimoshi.

## Equipamiento

### Guitarras
Hamilton es conocido por tocar con una guitarra ESP sobre todo con Floyd Rose o tremolos Wilkinson y cápsulas Dimarzio Airzone. También ha usado guitarras de PRS y G&L.
El 2006 se lanzó su propio modelo por ESP. En el 2009 ESP anunció un nuevo modelo basado en su propio ESP Horizon de finales de los 80s, recreando el desgastado acabado a través de sus años emulando el modelo original.

### Amplificadores y Efectos
En sus primeros días con Helmet para amplificar usaba un complejo equipamiento incluido un cabezal Marshall JCM800 2204S, un antiguo cabezal Orange/Matamp ORST, y gabinetes y preamplificadores Harry Kolbe. Posteriormente el Orange/Matamp fue cambiado por un viejo Fender Bandmaster.
Desde 1996, Hamilton empezó a usar amplificadores VHT y los sigue usando hasta el día de hoy bajo el nombre de Fryette y es rostro de la marca.
Equipamiento actual de Page Hamilton:
- Fryette Valvulator
- Fryette Pittbull Ultra Lead Amplifier (x3)
- Fryette 4x12 Cabinets
- Custom Audio Electronics RS-10 Custom Audio Controller
- DigiTech Whammy
- Z.Vex Fuzz Factory
- Boss RV-3 Digital Reverb/Delay